# Synnympha perfrenis
Synnympha perfrenis är en fjärilsart som beskrevs av Edward Meyrick 1920. Synnympha perfrenis ingår i släktet Synnympha och familjen styltmalar. Inga underarter finns listade i Catalogue of Life.